# Belonogaster discifera
Belonogaster discifera är en getingart som beskrevs av Hensen och Blommers 1987. Belonogaster discifera ingår i släktet Belonogaster och familjen getingar. Inga underarter finns listade.